# Seznam ameriških arhitektov
Seznam ameriških arhitektov.

## A
Julian Abele - Max Abramovitz - Dankmar Adler - David Adler - Charles N. Agree - Gregory Ain - Joe Amisano - Alejandro Aravena (čilsko-am.) 

## B
Henry Bacon - Welton Becket - Pietro Belluschi - Asher Benjamin - George Edwin Bergstrom - Henry Forbes Bigelow - Louise Blanchard Bethune - Nathaniel Jeremiah Bradlee - Claude Fayette Bragdon - Marcel Breuer - Leland Brewsaugh - Jeff Brock - Will Bruder - Gridley James Fox Bryant - Charles Buek - Charles Bulfinch - Gordon Bunshaft - John Burgee - Daniel Burnham -

## C
Peter Calthorpe - Charles Murphy (arhitekt) - Henry N. Cobb - Ogden Codman mlajši - Mary Colter - Ralph Adams Cram - Kirtland Cutter - 

## D
David Best - Alexander Jackson Davis - Howard Davis - Frederic Joseph DeLongchamps - William Adams Delano - Craig Edward Dykers

## E
Charles Eames - Ray Eames - Garrett Eckbo - Peter Eisenman - George Grant Elmslie - Emery Roth - Hiawatha Estes - 

## F
Bill Finch - William Harrison Folsom - O'Neil Ford - Kenneth Brian Frampton - Albert Frey (1903-1998) (švicarskega rodu) - Buckminster Fuller (1895-1983) - Frank Furness - 

## G
Frank Gehry - Cass Gilbert - Irving Gill - Arthur Gilman - Bruce Goff - Bertram Goodhue - Bruce Graham - Michael Graves - Greene and Greene - Marion Mahony Griffin - Walter Burley Griffin - Grosvenor Atterbury - Henry Grow - Graham Gund - Gunnar Birkerts - 

## H
John S. Hagmann - Henry Janeway Hardenbergh - Wallace Harrison - Alan M. Hantman - William S. Hebbard - Chuck Hoberman - Steven Holl - Raymond Hood - Dwight Hooker? - Richard Morris Hunt - 

## J
John Jager - Helmut Jahn - Thomas Jefferson - Charles Jencks - William LeBaron Jenney - Jon Jerde - Philip Johnson - E. Fay Jones -

## K
Albert Kahn - Louis Kahn - Edgar Kaufmann Jr. - Nathan Kelley - Frederick John Kiesler - Austin Eldon Knowlton - Kyra Clarkson -

## L
Thomas W. Lamb - John Lautner (arhitekt) - William Lescaze - Daniel Libeskind - Maya Lin - Guy Lowell - Greg Lynn - 

## M
Alex MacLean - Joe Mashburn - Roy Mason (arhitekt) - Bernard Maybeck - Thom Mayne - John McComb mlajši - William McDonough - Duncan McDuffie - Samuel McIntire - Charles Follen McKim - William Rutherford Mead - Richard Meier - Milton Bennett Medary - Robert Mills - Addison Mizner - Samuel Mockbee - Roger Montgomery - Arthur Cotton Moore - Charles Willard Moore - Julia Morgan - Kenneth MacKenzie Murchison -

## N
Richard Neutra - Isamu Noguchi - Eliot Noyes -

## O
Gyo Obata - Frederick Law Olmsted - 

## P
John B. Parkin mlajši - Alexander Parris - Ieoh Ming Pei - William Pereira - James Polshek - John Russell Pope - John C. Portman mlajši - George Browne Post - Antoine Predock - Bruce Price - William Gray Purcell -

## R
Ralph Rapson - James Renwick mlajši - Henry Hobson Richardson - Theodate Pope Riddle - Kevin Roche (irsko-am.) - Martin Roche - Robert S. Roeschlaub - John Wellborn Root - Wirt C. Rowland - Paul Rudolph (arhitekt) - 

## S
Eero Saarinen - Thomas L. Saaty - Rudolf Schindler - H. Craig Severance - Howard Dwight Smith - Joseph Evans Sperry - Peter Steinbrueck - Robert A. M. Stern - Gustav Stickley - Edward Durell Stone - Hugh Stubbins - John Hubbard Sturgis - Russell Sturgis - Louis Sullivan -

## T
Paul Thiry - Benjamin C. Thompson - Brentwood S. Tolan - Ithiel Town - Anne Tyng

## U
Gilbert Stanley Underwood - 

## V
William Van Alen - Robert Venturi - Arthur H. Vinal - 

## W
Richard A. Waite - Ralph Thomas Walker - W. H. Weeks - Stanford White - E. Stewart Williams - Paul Williams (arhitekt) - James Wines - Frank Lloyd Wright - Lloyd Wright - William Wilson Wurster - George Wyman - 

## Y
Minoru Yamasaki - 